# Bela garda (Slovenija)
Slovenska Bela garda bila je paravojna kolaboracijska postrojba pod talijanskom upravom. Osnovana je kao dio antikomunističkih dragovoljnih postrojba (MVAC) u Ljubljanskoj Provinciji 6. kolovoza 1942., osloncem na strukture Slovenske ljudske stranke, čije je vodstvo sastavilo popis jugoslavenskih vojnih časnika-slovenaca koji su oslobođeni iz talijanskog vojnog zarobljeništva kako bi preuzeli zapovijedanje antikomunističkim postrojbama. 
Povjesničari[koji?] bilježe da je znatan doprinos u motivaciji Slovenaca da se priključe Beloj gardi dolazio iz činjenice da su partizani u Sloveniji provodili teror, ubijajući ljude za koje su ocjenjivali da surađuju s okupatorom ili da su "klasni neprijatelji"; često su lokalni svećenici ohrabrivali ljude da se pridruže Beloj gardi.
U ruralnim područjima je teren nadzirala Seoska straža (slov. "Vaška straža), a mobilna postrojba se nazivala "Legija smrti" (vjerojatno po amblemu koji je prikazivao mrtvačku glavu s bodežom u čeljustima) ili  "Bela garda". Ubrzo je naziv "Bela garda" postao uobičajen za sve pripadnike MVAC u Sloveniji pod talijanskom upravom.   
Nakon kapitulacije Italije, većina članova MVAC se okupila oko dvorca Turjak, gdje su namjeravali dočekati savezničko slijetanje. Međutim su ih napali i raspršili slovenski partizani.
Tijekom Drugog svjetskog rata poginulo je u borbi s 813 boraca, najveći dio (414) u bitci za Turjak. Nakon predaje u svibnju 1945. godine, pripadnici su odvedeni na Kočevski Rog, gdje su mahom pobijeni.
U lipnju 1943. jedinice MVAC su u Sloveniji imale 6134 boraca.
Nacistička Njemačka je nakon kapitulacije Italije okupirala bivšu Ljubljansku provincijiu, te je elemente Bele garde uklopila u Slovensko domobranstvo, postrojbe u sklopu SS na čelom s generalom Leonom Rupnikom.

## Vanjske poveznice
- Poročilo slovensko-italijanske zgodovinsko-kulturne komisije Koper-Capodistria, 25. julij 2000  Arhivirana inačica izvorne stranice od 20. siječnja 2010. (Wayback Machine)
- Circolare    N.  3 C, Comando Superiore FF.AA. “Slovenia e Dalmazia” ( 2^  Armata )